# Штајнхаген (Мекленбург)
Штајнхаген (њем. Steinhagen) општина је у њемачкој савезној држави Мекленбург-Западна Померанија. Једно је од 62 општинска средишта округа Гистров. Према процјени из 2010. у општини је живјело 817 становника. Посједује регионалну шифру (AGS) 13053083.

## Географски и демографски подаци
Штајнхаген се налази у савезној држави Мекленбург-Западна Померанија у округу Гистров. Општина се налази на надморској висини од 18 метара. Површина општине износи 10,1 km². У самом мјесту је, према процјени из 2010. године, живјело 817 становника. Просјечна густина становништва износи 81 становника/km².